# Proterodesma chathamica
Proterodesma chathamica är en fjärilsart som beskrevs av John S. Dugdale 1971. Proterodesma chathamica ingår i släktet Proterodesma och familjen äkta malar. Inga underarter finns listade i Catalogue of Life.